# 프라이스워터하우스쿠퍼스
프라이스워터하우스쿠퍼스(PricewaterhouseCoopers, PwC)는 영국 런던 본사를 둔 매출액 기준 세계 1위의 다국적 회계 감사 기업이다. PwC (PricewaterhouseCoopers)는 세계 4대 회계법인 (Big 4)중 하나이다. 세계 4대 회계법인 (Big 4)에는 PwC (Pricewaterhouse Coopers), Deloitte (Deloitte Touche Tohmatsu Limited), EY (Ernst & Young) 그리고 KPMG가 있다. PwC (PricewaterhouseCoopers)는 157개의 국가에 있으며 약 276,000명의 직원이 근무하고 있다. 대한민국의 삼일회계법인이 이 회사와 제휴관계에 있다.

## 역사
프라이스워터하우스쿠퍼스는 1998년에 쿠퍼스 & 라이브랜드와 프라이스 워터하우스의 합병으로 창립되었다.

## 참고 문헌
- True and Fair: A History of Price Waterhouse, Jones, E., 1995, Hamish Hamilton, ISBN 0-241-00172-2
- An Early History of Coopers & Lybrand, 1984, Garland Publishing Inc., ISBN 978-0-8240-6319-1
- Accounting for Success: A History of Price Waterhouse in America 1890–1990 (1992) ISBN 0-875-843-28X

## 같이 보기
- 삼일회계법인
- 딜로이트
- 언스트 앤 영
- KPMG